# آسایشگاه زیرزمینی

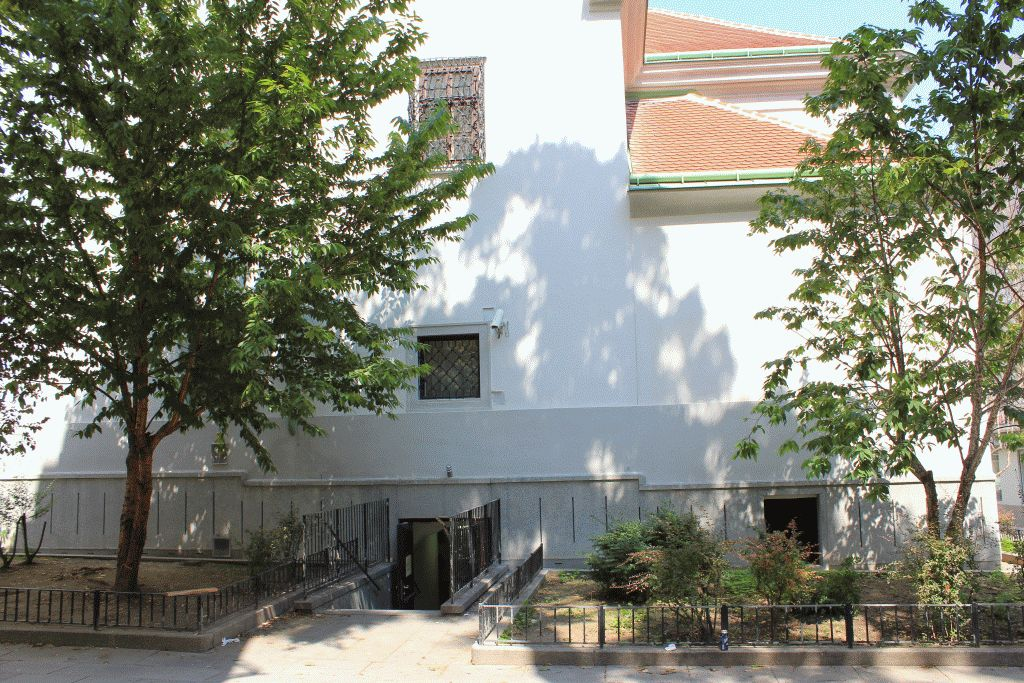
ورودیه آسایشگاه

آسایشگاه یا استراحتگاه زیرزمینی یک نهاد کاریتاس وابسته به موسسه‌ی بشردوستی بی‌خانمان ها است که  در قلمرو مذهبی اسقف وین در منطقه ۶ در زیر کلیسای ماریا هیلفر یا (اغلب با نام کلیسای بارنابیت شناخته ‌می‌شود) ایجاد شده‌است. این بنا از سال ۱۹۸۶ به‌صورت شبانه‌روزی باز است و امکاناتی از قبیل غذا، استحمام، خوابیدن و مراقبت‌های پزشکی و روانی را ارائه می‌دهد.

## تاریخ
در ایام کریسمس سال ۱۹۸۶ با ابتکار آلبرت گابریل (متولد ۱۹۳۶ در Sankt Peter am Wimberg)، یک عالم فقیه کاتولیک رومی و Salvatorianerpater، با حمایت از دانش آموزان دبیرستان آمرلینگ  در زیر کلیسای ماریهایلفر که دخمه‌ای از گورستان طاعونیه سابق بود - یک اتاق گرم برای بی خانمان ها تأسیس کردند در ابتدا این مکان روزانه دو ساعت باز بود و در آنجا چای و غذای گرم معمولی ارائه می‌شد. از اکتبر ۱۹۹۴، این استراحتگاه در ۲۴ ساعت شبانه روز باز است و از ژوئیه۱۹۹۶ موسسه بشردوستی وین میزبان این مکان است.

## گسترش و دومین استراحتگاه
در سال ۲۰۰۹، این موسسه بشردوستی به‌صورت مخصوص دومین استراحتگاه خود را برای خارجی‌های اروپایی در منطقه ۱۸ Währing ایجاد کرد.
با توجه به گسترش و نیاز به فضای بیشتری که  در زیر کلیسای ماریا هیلفر وجود داشت در ۳۱ اوت ۲۰۱۲ گسترش استراحتگاه‌های بیشتری در چندین مرحله آغاز شد.